# Karolina Sroczyńska
Karolina Sroczyńska pv. Szczerbowska sv. Sozyko (ur. 23 sierpnia 1907 w Sosnowcu, zm. 18 grudnia 1985 w Warszawie) – polska aktorka i śpiewaczka teatralna.

## Życiorys

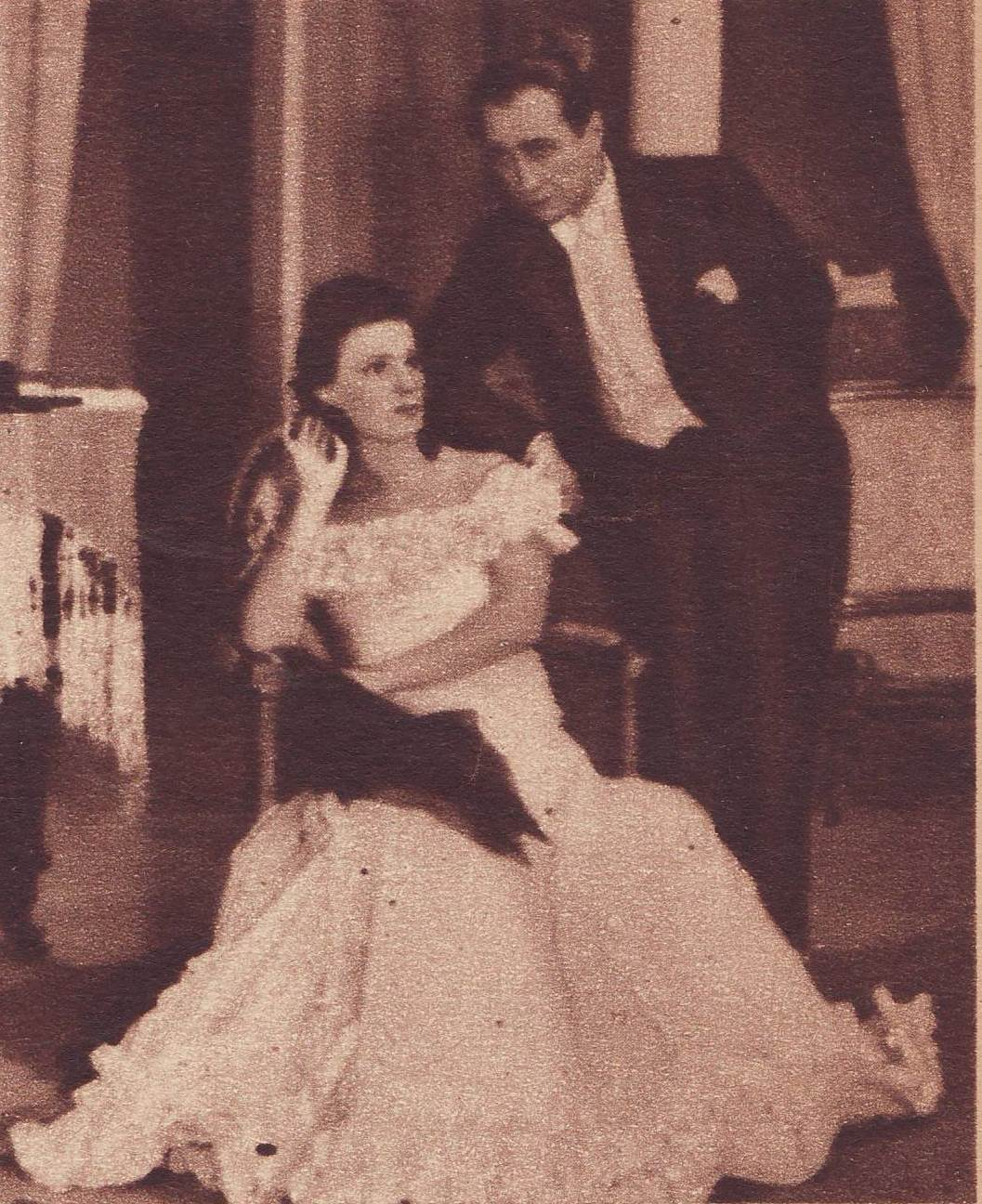
Karolina Sroczyńska i Mieczysław Serwiński w sztuce "Artyści" (Teatr Nowy w Poznaniu, 1946)

Występowała pod pseudonimami Lola lub Lala Sroczyńska. Debiutowała w 1930 roku w Katowicach. Przez większość przedwojennej kariery związana była z Teatrem Narodowym w Poznaniu, z którego zespołem grała m.in. w Gdańsku, Kaliszu, Płocku i Kielcach. Okazyjnie występowała również w Teatrze Polskim w Poznaniu (sezon 1937/38) oraz w zespole Władysława Waltera w Płocku (1938). Po wybuchu II wojny światowej w latach 1939–1941 przebywała w Wilnie, gdzie występowała w teatrzyku dla dzieci Niebieski Pajacyk. Po zakończeniu działań wojennych w latach 1945–1949 występowała w poznańskim Teatrze Nowym. Grała również na deskach Teatru im. Wojciecha Bogusławskiego w Kaliszu (1947–1948).